# Formazione dei Queen

## Formazione storica
- Freddie Mercury – voce, pianoforte; raramente chitarra ritmica (1970 – 1991)
- Brian May – chitarra solista, pianoforte, seconda voce (1970 – presente)
- John Deacon – basso, chitarra ritmica, raramente cori (1971 – 1997, 2022)
- Roger Taylor – batteria, percussioni, chitarra ritmica, seconda voce (1970 – presente)

## Formazione attuale
- Brian May – chitarra, pianoforte, voce (1970 – presente)
- Roger Taylor – batteria, percussioni, voce (1970 – presente)

## Ex componenti
- Freddie Mercury – voce, pianoforte; raramente chitarra ritmica (1970 – 1991, deceduto)
- Mike Grose – basso (1970, per tre spettacoli)
- Barry Mitchell – basso (1970 – 1971, per undici spettacoli)
- Doug Ewood Bogie – basso (1971, per un solo spettacolo)
- John Deacon – basso, chitarra ritmica, cori; (1971 – 1997, ritirato)

## Musicisti di supporto in Tour
- Morgan Fisher – tastiere (1982)
- Fred Mandel – tastiere (1982)
- Spike Edney – tastiere, chitarra ritmica, cori (1984 – presente)
- Neil Fairclough – basso, backing vocals (2011–presente)

## Musicisti ospiti in studio
- Roy Thomas Baker – nacchere (1974 – 1975)
- David Richards – sintetizzatori (1989 – 1994)
- Brian Zellis – programmazione (1989 – 1994)
- Reinhold Mack – sintetizzatori, programmazione (1980 – 1984, 1994 – 1996)
- John Anthony – cori in Modern Times Rock 'n' Roll (1973)
- Robin Cable – effetti in Nevermore (1973 – 1974)
- Mike Stone – cori in Good Old Fashioned Lover Boy (1976)
- Howard Blake – arrangiamenti orchestrali nell'album Flash Gordon (1980)
- Arif Mardin – corno in Staying Power (1981 – 1982)
- Fred Mandel – tastiere; pianoforte in Man on the Prowl (1983 – 1984)
- Spike Edney – tastiere nell'album A Kind of Magic (1985 – 1986)
- Joan Armatrading – seconda voce in Don't Lose Your Head (1985 – 1986)
- Steve Gregory – sassofono in One Year of Love (1985 – 1986)
- National Philharmonic Orchestra – orchestra in Who Wants to Live Forever (1985 – 1986)
- Mike Moran – pianoforte, sintetizzatore e programmazione in All God's People (1990 – 1991)
- Steve Howe – chitarra ritmica in Innuendo (1990 – 1991)
- Catherine Porter – seconda voce in Let Me Live (1995)

## Formazione Queen + Paul Rodgers
- Paul Rodgers – voce, chitarra ritmica, pianoforte, armonica a bocca (2004 – 2009)
- Brian May – chitarra solista, voce (2004 – 2009)
- Roger Taylor – batteria, voce (2004 – 2009)

Turnisti
- Jamie Moses – chitarra ritmica, cori (2004 – 2009)
- Spike Edney – tastiere, cori (2004 – 2009)
- Danny Miranda – basso, cori (2004 – 2009)